# Haruka Nakano
Haruka Nakano (japanisch 仲野 春花 Nakano Haruka; * 11. April 1996) ist eine japanische Leichtathletin, die sich auf den Hochsprung spezialisiert hat.

## Sportliche Laufbahn
Erste internationale Erfahrungen sammelte Haruka Nakano im Jahr 2017, als sie bei den Asienmeisterschaften in Bhubaneswar mit übersprungenen 1,75 m den sechsten Platz belegte. 2019 gelangte sie bei den Asienmeisterschaften in Doha mit 1,75 m auf Rang neun.
In den Jahren 2017 und 2018 wurde Nakano japanische Meisterin im Hochsprung.